# Triduo de Carnaval
El Triduo de Carnaval son unos solemnes ejercicios devotos propios de la religión católica que se celebran durante tres días, en tiempo de Carnestolendas. Es especialmente famoso el celebrado en la catedral de Sevilla, pero también -de forma repetida o esporádica- se celebran en otros templos.

## Sevilla
En la catedral de Sevilla se celebran desde 1695. El caballero de la Orden de Calatrava, caballero veinticuatro de la ciudad de Sevilla (cargo similar al de concejal) y caballero del Santo Oficio Francisco de Contreras y Chávez dejó sus bienes a la catedral en su testamento en 1679 para que, una vez fallecida su esposa, Ana María Veldaza, se celebrarse un triduo tan solemne como la Octava de la Inmaculada. El caballero murió en 1682 y su mujer en 1691. La herencia era insuficiente para celebrar esa fiesta y la catedral añadió lo que faltaba. Se celebró por primera vez los días de carnaval de 1695. La ceremonia incluyó una danza de los seises, que se visten ese día de rojo y blanco y danzan en honor al Misterio Eucarístico.